# Звартслейсьє
Звартслейсьє (нід. Zwartsluisje) — селище в нідерландській провінції Південна Голландія. Входить до муніципалітету Гуксе-Вард. Наразі у селищі нараховується близько 115 будинків.